# Ротштейн, Ефим Бенционович
Ефим Бенционович Ротштейн (16 мая 1933, Хмельник, Винницкая область — 20 марта 2021) — советский, украинский и немецкий шахматист, мастер спорта СССР (1959), мастер ФИДЕ. Инженер-механик.
Выступал за «Авангард» (Ивано-Франковск). Участник многих первенств УССР. В финале II всесоюзного массового турнира (1962) разделил 2—8 места.
С 1998 года жил в Германии.

## Семья
- Сын — Аркадий Ротштейн, гроссмейстер.